# Henrik Wegelius
Henrik Wegelius, född 3 oktober 1735 i Sodankylä socken, död 13 april 1791 i Lillkyro socken, var en svensk präst och vetenskaplig författare.
Henrik Wegelius var son till kontraktsprosten och kyrkoherden Henrik Wegelius och Maria Fellman. Han blev student vid Uppsala universitet 1749 och vid Åbo universitet 1752, prästvigdes i Härnösand och blev filosofie magister i Åbo 1757. Han utnämndes till kaplan i Övertorneå socken 1757, blev kyrkoherde i Utsjoki och Enare socknar 1758 och var kyrkoherde i Lillkyro från 1765 till sin död. 1787 erhöll han titlarna prost och teologie professor, och 1790 uppfördes han på förslag till teologie professur vid Åbo akademi. Han tillhörde riksdagarna 1760–1762, 1771–1772, 1786 och 1789. Wegelius utförde flera undersökningar över naturhistoriska och andra förhållanden i finska Lappmarken. Hans magisteravhandling Animadversiones nonnullæ de oeconomia et moribus incolarum Lapponiæ (1754) bidrog till kunskap om samernas och de finska nybyggarnas liv och seder med mera och var länge ett citerat arbete i vetenskapliga sammanhang. I en annan avhandling samma år behandlade han möjligheten och nyttan av utvecklad båttrafik på Kemi älv och i Vetenskapsakademiens handlingar 1759 publicerade han seismiska, meteorologiska och fenologiska iakttagelser, varjämte han insamlade lappmarksväxter till Pehr Kalm i Åbo.